# کشته‌شدن نایل مرزوق
در ۲۷ ژوئن ۲۰۲۳، نائل المرزوق، ۱۷ ساله، در حین توقف راهنمایی و رانندگی در نانتر، حومه پاریس، فرانسه، به ضرب گلوله یک افسر پلیس کشته شد. مقامات، پلیسی را که به نائل تیراندازی کرده بود، به ظن «قتل عمدی توسط یک شخص دارای اقتدار قانونی» دستگیر کردند.
این قتل منجر به اعتراضات و شورش‌های گسترده‌ای شد که در آن نمادهای اقتدار دولتی مانند شهرداری‌ها، مدارس و ایستگاه‌های پلیس مورد حمله قرار گرفتند. بیش از ۶۶۷ تن در ارتباط با شورش‌ها دستگیر شدند. 

## نا آرامی

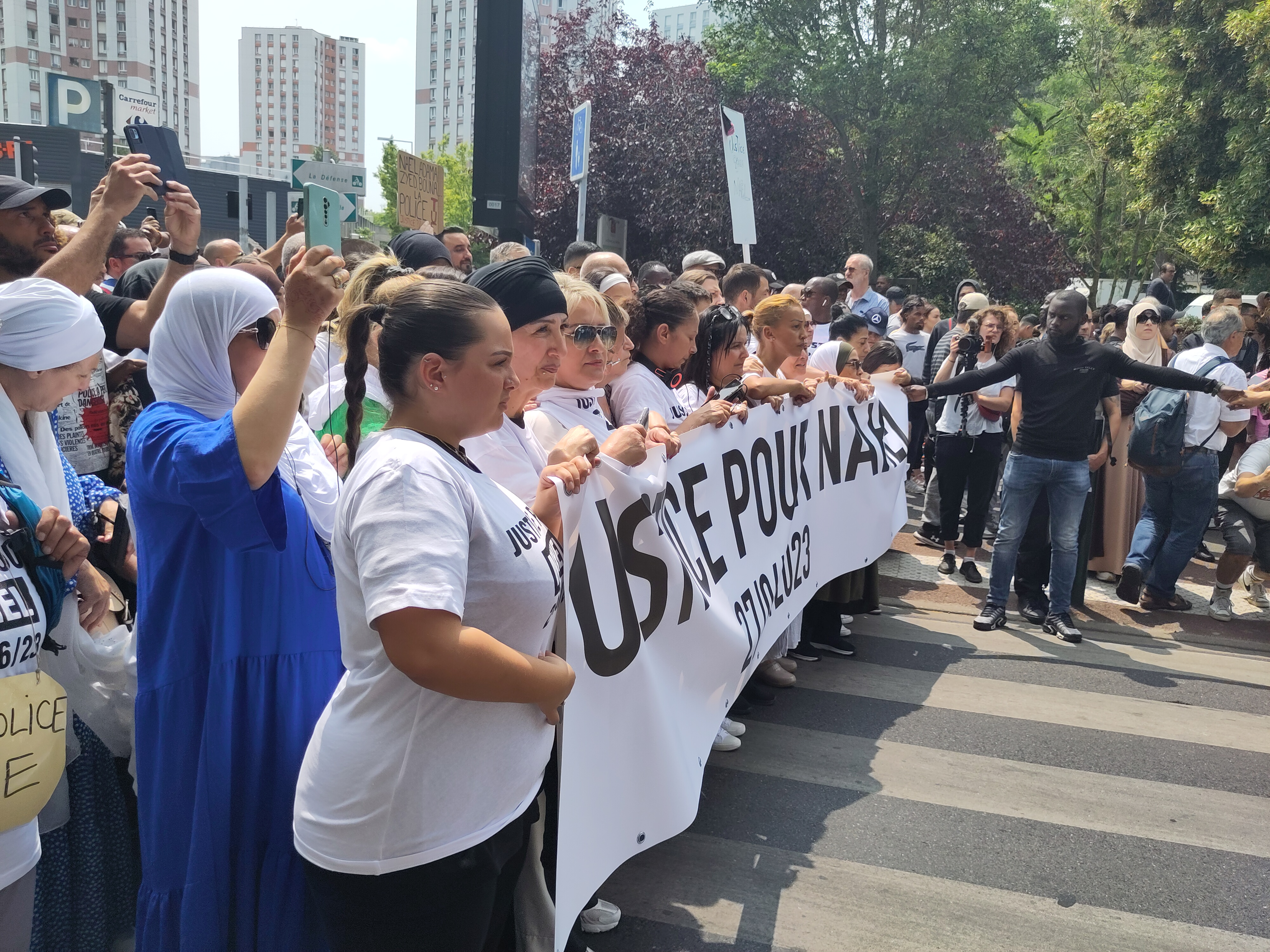
راهپیمایی سفید برای نائل در نانتر، پنجشنبه ۲۹ ژوئن ۲۰۲۳

اعتراض عمومی در مورد تیراندازی به نائل به اعتراضات و در نهایت شورش تبدیل شد. در نانتر، ساکنان در ۲۷ ژوئن تظاهراتی را در خارج از مقر پلیس آغاز کردند که بعداً به شورش تبدیل شد، زیرا تظاهرکنندگان ماشین‌ها را آتش زدند، به ایستگاه‌های اتوبوس آسیب زدند، و به سمت پلیس مواد محترقه پرتاب کردند. در ویری شتیون، درست در جنوب پاریس، گروهی از جوانان بنا به گزارش‌ها یک اتوبوس را به آتش کشیدند.